# 亞甲人
亞甲人（希伯來語：‎，羅馬化：'Ǎḡāḡî）天主教思高聖經譯名阿加格人，在希伯來聖經《以斯帖記》中用以描述哈曼。該詞認為是一個民族名，但其所指究竟是何民族尚不明確。
根據Cheyne與Black的說法，這個詞是表示哈曼是亞甲的後裔，亞甲是亞瑪力人的王，以色列人的敵人。希臘譯者將該詞譯作「馬其頓人」。
《米德拉什》對該詞的解釋將其與亞瑪力人的國王亞甲聯繫起來，由於亞瑪力人久為以色列人的敵人，其應該是指亞甲的後裔或統稱猶太人的敵人。